# Большие манёвры (фильм, 1955)
«Большие манёвры» (фр. Les Grandes Manoeuvres, 1955) — французский художественный фильм Рене Клера.
В 1955 году фильм получил приз Луи Деллюка. Фильм пользовался большим успехом в СССР, а его мировая премьера прошла в Москве 1 октября 1955 года.

## Сюжет
Начало войны 1914 года. Красавец-офицер Арман де ла Верн (Жерар Филип) заключает со своими друзьями пари. Он обязуется до начала манёвров соблазнить неприступную девушку — Мари-Луизу Ривьер (Мишель Морган).
Лейтенант Арман де ла Верн и не знает о том, что им судьбой предназначено быть вместе…

## Художественные особенности
Существуют две версии фильма с различными, диаметрально противоположными концовками. Во втором варианте героиня Мишель Морган умирала, о чём её возлюбленный не догадывался и уезжал на военные манёвры.
Жерар Филип в письме, опубликованном в журнале «Смена», так характеризовал свою роль и картину:  «В фильме показан обольститель, который так часто говорил женщинам о своей любви, что когда он наконец полюбил по-настоящему, его словам уже никто не верил. Действие фильма развертывается в 1911 году в гарнизонном городке накануне маневров. Рене Клер нарисовал картину провинциальных нравов с бальзаковской язвительностью и остротой».
Рене Клер пояснял, что давно думал об использовании цвета в кино и подыскивал сюжет, который годился бы для стилизации и пояснял, учитывая что: «…действие относится примерно к 1908 году, то здесь оказалось возможным прибегнуть к условности при воспроизведении обстановки и костюмов. Гармоничность этого фильма — результат того, что каждый цвет тщательно подбирался с учётом всего цветового ансамбля».

## В ролях
- Жерар Филип — лейтенант Арман де ла Верн
- Мишель Морган — Мари Луиза Ривьер
- Жан Десайи — Виктор Дюверье
- Ив Робер — лейтенант Феликс Леруа
- Брижит Бардо — Люси, дочь фотографа
- Магали Ноэль — певица Тереза
- Симона Валер — Жизель Моннэ
- Пьер Дюкс — полковник Оливье
- Мишель Пикколи — офицер
- Клод Риш — жених Алисы
- Жак Франсуа — Родольф Шартье
- Жаклин Майан — Жанна Дюверже, сестра Виктора
- Даниель Сорано  — учитель фехтования